# Miha Rodman
Miha Rodman, slovenski igralec, * 2. junij 1986, Ljubljana.
Je član igralskega ansambla Prešernovega gledališča Kranj.

## Življenjepis
Rodil se je 2. junija 1986 v Ljubljani. Po gimnaziji, v kateri je bil član improligaške skupine, se je vpisal na študij dramske igre na Akademiji za gledališče, radio, film in televizijo Univerze v Ljubljani. Študiral je v letniku igralke Jožice Avbelj in režiserja Jerneja Lorencija. Po diplomi je nekaj let deloval kot igralec na svobodi, s KUD S. N. G. (Slovensko neinstucionalno gledališče) in z Gledališčem Glej. Leta 2012 je postal član igralskega ansambla Prešernovega gledališča Kranj. Eden največjih uspehov njegove karirere je bila predstava Judovski pes, ki jo je igral v slovenščini in angleščini in jo igral tudi v tujini.
Igral je v slovenski nadaljevankah Strasti (TV Slovenija), Usodno vino, Reka ljubezni in Skrito v raju (POP TV) ter v seriji režiserja Dragana Bjelogrlića Sence nad Balkanom. Zaigral je v tudi več slovenskih in tujih filmih.
Njegova žena je umetnostna zgodovinarka in italijanistka Paola Rodman. Oktobra 2023 se jima je rodila hčer Karla.

## Nagrade
- 2019 – nagrada na mednarodnem festivalu NETA – Evropska Teatrska mreža, Vratsi za vlogo Kira v monodrami Asherja Kravitza Judovski pes
- 2018 – nagrada julija za izjemno igralsko stvaritev za predstavo Judovski pes, PGK
- 2010 – nagrada zlatolaska za ustvarjalske dosežke za vlogo kralja Heroda v diplomski uprizoritvi Salome Oscarja Wildea.